# Знайомі картинки
«Знайомі картинки» (рос. Знакомые картинки) — радянський короткометражний мультиплікаційний фільм 1957 року (кілька сатиричних мініатюр у виконанні Аркадія Райкіна), поєднує в собі кадри мальованої мультиплікації і кадри ігрового кіно.

## Сюжет
Мультиплікаційна екранізація сатиричних мініатюр за участю Аркадія Райкіна. Поєднує в собі кадри мальованої мультиплікації і кадри ігрового кіно.

## У ролях
- Ролі виконував й озвучував — Аркадій Райкін.

## Знімальна група
- Режисер — Євген Мигунов
- Автори сценарію — Лев Аркадьєв, Сакко Рунге
- Оператори — Микола Воїнов, Аполлінарій Дудко
- Композитор — Михайло Меєрович
- Художник-постановник — Євген Мигунов
- Художники-мультиплікатори — Фаїна Єпіфанова, Дмитро Бєлов, Роман Давидов, Федір Хитрук, Борис Дьожкін, В'ячеслав Котьоночкін
- Звукорежисери — Микола Прилуцький, Є. Нестеров